# Семпрон
Семпрон је назив за неколико генерација процесора произвођача AMD. Ова генерација је наследник АМД Дурона и пандан је Интеловим Целерон-Ди процесорима.
То су јефтини модели процесора намењени мање захтевним корисницима. У односу на брже Атлоне имају мање кеш меморије спорији називни такт. Семпрон је намењен за сокет а (462), 754, 939 и АМ2. Мало се загревају па се и њихови хладњаци врте на малом броју окретја (1200/мин) тако да су погоднији за мирну средину где је тих рад примаран фактор, као што су учионице, интернет клубови и слично. 